# SNR G292.0+01.8
SNR G292.0+01.8是一个位于船底座的超新星残骸。